# Kuskowizna (województwo małopolskie)
Kuskowizna – osada w Polsce położona w województwie małopolskim, w powiecie oświęcimskim, w gminie Kęty. Znajduje się w granicach sołectwa Witkowice.
W latach 1975–1998 miejscowość należała administracyjnie do województwa bielskiego.